# فطر أسود (كوفيد-19)
فُطار عفني مرتبط بكوفيد-19 ويُعرف باسم الفطر الأسود، هي حالةٌ يترافق فيها الفطار العفني (عدوى فطرية عدوانية) مع كوفيد-19. وُثق حدوثها حول الأنف والعينين والدماغ، وهو مظهرٌ سريري يُشار إليه أحيانًا باسم داء الغشاء المخاطي الأنفي-الحجاجي-الدماغي.
تُعد التقارير حول الإصابة بالفُطار العفني المُرتبط بكوفيد-19 نادرةً عمومًا. تتبعت مراجعة المقالات الطبية ثماني حالات أُبلغ عنها حول العالم حتى 9 يناير 2021. كان عامل الخطر في هذه التقارير الأكثر شيوعًا للإصابة بالفُطار العفني هو مرض السكري. ظهرت مُعظم الحالات أثناء الاستشفاء (غالبًا بعد 10-14 يومًا من دخول المستشفى)، وتوفي جميع المصابين باستثناء واحد. يعتبر العلاج المُكثف المُبكر ضروريًا. (تشير التقديرات إلى أنَّ ما بين 40% إلى 80% من الأشخاص الذين يصابون بأي شكل من أشكال الفطار العفني يموتون بسبب المرض، اعتمادًا على مكان الإصابة والظروف الصحية الأساسية.)
أثر الفُطار العفني المُرتبط بكوفيد-19 بشكلٍ خاص على الأشخاص في الهند. كما ظهر أيضًا في روسيا. أحد التفسيرات التي تفسر سبب ظهوره بشكلٍ ملحوظ في الهند هو ارتفاع معدلات الإصابة بفيروس كوفيد-19 وارتفاع معدلات الإصابة بمرض السكري. في مايو 2021، أصدر المجلس الهندي للبحوث الطبية [الإنجليزية] مبادئ توجيهية للتعرف على الفُطار العفني المُرتبط بكوفيد-19 وعلاجه.
نظرًا لعدد الحالات المتزايد بسرعة، أعلنت حكومة راجستان [الإنجليزية] أنه وباء في 19 مايو 2021. وأعلنت حكومات هاريانا [الإنجليزية] وتاميل نادو [الإنجليزية] وتيلانجانا [الإنجليزية] وغوجارات [الإنجليزية] أيضًا أنه وباء.